# Parrozzo
Le parrozzo (prononcé : [parˈrɔttso]) ou pan rozzo est un gâteau traditionnel de la région des Abruzzes, en Italie. Il est traditionnellement servi comme dessert de Noël, mais il est également apprécié toute l'année. Le parrozzo est officiellement désigné comme un produit alimentaire traditionnel des Abruzzes. 